# Classe Type 42
Le unità Type 42 o Classe Sheffield sono state una classe di cacciatorpediniere missilistici della Royal Navy britannica e della Armada Argentina. La prima unità venne ordinata nel 1968 e varata nel 1971. Sono state utilizzate dalla Royal Navy per quasi quaranta anni, venendo sostituite completamente dalle Type 45 nel 2013. Una sola unità è ancora in servizio attivo nella marina militare argentina.

## Storia e tecnica
Costruiti in quattordici unità su un concetto ridotto del Type 82, rimasto unico esemplare dopo la cancellazione del programma per le nuove portaerei inglesi nel 1966, i Type 42 hanno in effetti capacità assai ridotte. Le navi vennero realizzate dopo innumerevoli discussioni a causa del comitato di controllo, interessato a limitare al più possibile i costi complessivi. La necessità principale era data dall'avere un numero sufficiente di navi in servizio.
Alla fine la nave che ne venne estrapolata ebbe uno scafo assai basso, a ponte continuo, con un lungo ponte di prua in cui è concentrato il grosso dell'armamento, il cannone e il lanciamissili. Le sovrastrutture sono ripartite in due sezioni, molto ravvicinate, nella zona centro-poppiera. Esse sono dotate di due alberi, con uno, il poppiero, che ha il radar Type 992, mentre l'anteriore ha un radar di navigazione. Due cupole bianche per i radar guidamissili sono sistemate su entrambi i blocchi delle sovrastrutture. Il fumaiolo, unico e piuttosto grande, si trova a mezzanave, tra i 2 alberi. L'hangar e il ponte di volo, piuttosto corto, erano a poppa.
L'apparato motore, per la prima volta per un cacciatorpediniere inglese è stato costituito da turbine a gas (il Bristol doveva i suoi 2 fumaioli al fatto di avere turbine a vapore per le alte andature, e turbine da crociera per le basse), con 2 Olympus e 2 Tyne per le andature di crociera, su 2 assi.

La caratteristica sagoma dei cacciatorpediniere Type 42

Uno dei motivi per cui le navi di questa classe si sono dimostrate davvero troppo piccole, per essere unità dedicate alla lotta contraerea, è il tipo, efficiente ma macchinoso, di missile Missile terra-aria impiegato.
La loro principale arma, nonché l'elemento che ne condiziona la progettazione complessiva, è infatti sistema missilistico Sea Dart, arma da circa 550 kg per distanze fino a circa 40–65 km, propulsa da uno statoreattore. Troppo complessa e pesante rispetto a missili con propulsione a razzo, ha se non altro una combustione del motore per quasi tutta la durata del volo, mantenendo costante la velocità e la manovrabilità. Solo 20 armi erano inizialmente previste nel deposito verticale sottocoperta che i Type 42 hanno a prua, e che serve una rampa binata.
Nell'ultimo lotto, decisamente allungato, tali armi sono diventate quaranta.
I due radar di controllo del tiro hanno posizione sopra la plancia e l'hangar poppiero, ciò che consente di avere 2 bersagli ingaggiabili simultaneamente. Ma il cannone Mk 8, per quanto piuttosto valido, non è stato corredato di un sistema di tiro idoneo alla lotta antiaerea (radar di tiro), essendo quindi sostanzialmente utilizzabile solo come arma anti-superficie. Apparati di contromisure di vario genere sono inoltre installati a bordo contro missili e siluri, anche se non comprendono apparati di disturbo ECM attivi.
Altri armamenti in dotazione sono il moderno cannone da 114 mm. Mk.8, 2 cannoni da 20 mm, integrati da 2 impianti binati da 30 mm oppure 2 Phalanx. 2 lanciasiluri da 324 mm. Infine 1 elicottero Lynx completa la dotazione di sistemi d'arma, armato di missili BAe Sea Skua e siluri antisommergibile.
Come armi antiaeree tali navi hanno il sistema Sea Dart, il cannone da 114 mm, 2-4 cannoni da 20 mm e 2 impianti da 30 mm oppure 2 CIWS. Come armi antisom. esistono solamente i lanciasiluri e gli ordigni lanciabili dall'elicottero ma senza sonar filabile da bordo, mentre come armamento antinave vi è solo il cannone, i missili Sea Skua del Lynx e una capacità secondaria del Sea Dart, che data la velocità e la massa dovrebbe essere assai distruttivo, ma non oltre i 25–30 km di distanza dal punto di lancio.
Tutti i cacciatorpediniere di questa classe perpetuano i nomi di incrociatori britannici classici. Le navi del primo lotto, Sheffield (D80), Birmingham(D86), Cardiff(D108), Coventry(D118), Newcastle(D87) e Glasgow(D88), sono state seguite dalle molto simili navi del secondo lotto, Exeter(D89), Southampton(D90), Nottinghan(D91) e Liverpool (D92). Infine sono arrivate le navi del terzo lotto, Manchester(D95), Gloucester(D96), York(D 98) ed Edimbough (D97).
Queste ultime 4 navi sono state notevolmente allungate rispetto alle altre, con uno scafo oltretutto leggermente allargato. Le carenze delle navi del primo lotto erano date da una prora troppo bassa che finiva facilmente sott'acqua in caso di mare mosso, e un'autonomia a piena potenza assai ridotta (2 cose particolarmente serie per una marina oceanica come quella inglese). Le navi dell'ultimo lotto hanno fatto un passo in avanti, avendo finalmente dimensioni e massa adatte all'apparato bellico installato. La dotazione dell'armamento è stata migliorata solo con il raddoppio del numero di missili Sea Dart, essendo 20 armi, per un sistema bivalente, troppo poche. La migliore finezza idrodinamica ha permesso anche di aumentare la velocità malgrado la massa maggiore.
Di fatto, i Type 42 hanno una conformazione e una capacità operativa inferiore a quella di un cacciatorpediniere missilistico delle classi con i Tartar/Standard e somigliano molto, invece, alle fregate Perry. Come queste basano la maggior parte dell'efficacia bellica sul lanciamissili SAM a medio raggio. Le navi inglesi hanno dimensioni simili anche se massa maggiore. Hanno la metà dei missili (tranne che il terzo lotto, decisamente più equilibrato) ma il doppio dei radar guidamissili, la metà degli elicotteri ma il doppio degli assi portaelica, un cannone di maggior calibro ma senza radar di tiro specifico. Le tecnologie dei radar installati inizialmente sono poi di tipo assai vecchio anche per gli anni settanta e la cosa si sarebbe fatta sentire in occasione dell'impiego bellico.

## Type 42 in servizio
I cacciatorpedinieri  Type 42 vennero impiegati nella Guerra delle Falklands, alla quale parteciparono 5 unità, Sheffield, Cardiff, Coventry, Glasgow (1º lotto), Exeter (secondo lotto). Le navi del terzo non erano ancora disponibili.
Due navi andarono perse -lo Sheffield per un missile Exocet, e il Coventry per 3 bombe - e una terza, il Glasgow, venne trapassata da una bomba inesplosa. I 18 missili Sea Dart lanciati abbatterono almeno 5 aerei argentini, ma anche un elicottero Gazelle inglese. Solo 2 A-4 vennero abbattuti dai missili in azioni a volo radente, mentre con 5-6 missili vennero abbattuti gli elicotteri o gli aerei in volo ad alta quota, con una cadenza di colpi a segno che andava quindi tra un deludente 11 e l'80%.
In dettaglio, le vittorie riconosciute, inizialmente 8, vennero ridotte ad un Canberra e un Learjet ad alta quota, 2 A-4 a pelo d'acqua, 2 elicotteri, uno dei quali inglese, distrutti pure a basse quote, ma colti di sorpresa. Spesso i radar non riuscivano nemmeno a localizzare gli aerei in avvicinamento radente, tanto meno ad ingaggiarli efficacemente con i missili a guida semiattiva. Il cannone di prua non dava molto affidamento: non aveva un radar di tiro e quindi spesso non venne nemmeno usato (esso serviva essenzialmente per gli ingaggi di superficie).
In termini cronologici, il 9 maggio il Coventry lanciò il primo missile SAM, quando, vicino a Port Stanley, sorprese un elicottero Puma argentino, abbattendolo in pieno e uccidendo l'equipaggio e passeggeri.

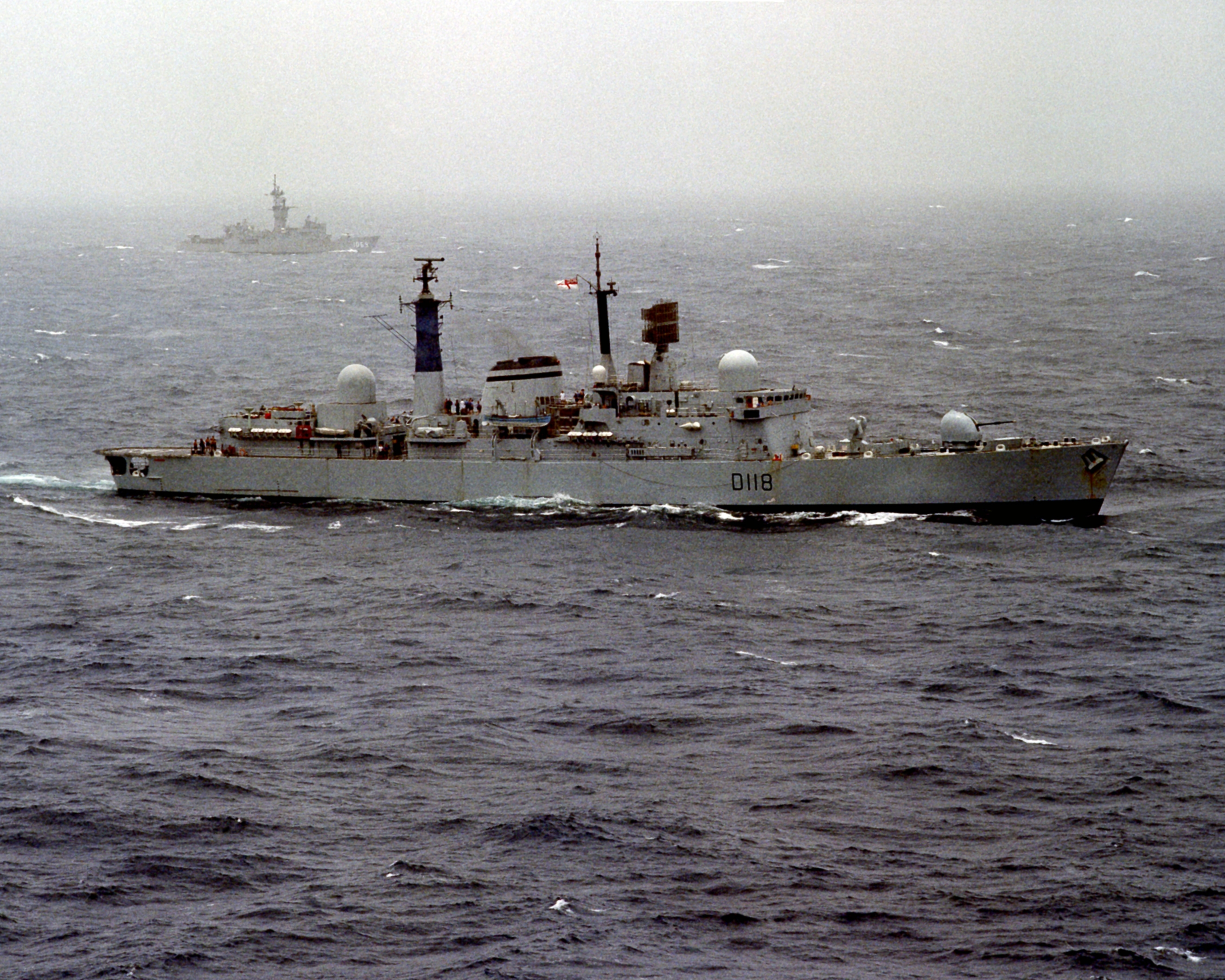
Il più sfortunato dei caccia inglesi della classe, il Coventry

La vendetta non tardò a materializzarsi, allorché il 12 maggio il Glasgow, in pattugliamento con la Type 22 Brilliant (che forniva protezione ravvicinata con i missili Sea Wolf), venne attaccato da 4 A-4 Skyhawk argentini. La Brilliant li ingaggiò in maniera micidiale, abbattendo 2 aerei e mandandone un terzo in mare avendo manovrato troppo rudemente per evitare un missile.
Subito dopo questa strage si avvicinò un'altra formazione, ma quello che avrebbe potuto essere una strage di cacciabombardieri argentini si risolse in un pareggio: il sistema Sea Wolf si sganciò dai bersagli e gli aerei attaccarono liberamente. Le bombe sganciate sulla fregata vennero evitate per un pelo, ma una di quelle contro il cacciatorpediniere lo trapassò da fianco a fianco, mettendolo fuori combattimento, anche se non esplose. La nave dovette tornare in patria per le riparazioni.
Il Glasgow in nessuna delle due circostanze era stato in grado di agganciare gli aerei a bassa quota con i missili Sea Dart.
Le navi Type 42 avevano già subito la perdita del caccia Sheffield, ridotto ad un relitto bruciato da un Exocet che lo sorprese mentre stava comunicando con la madrepatria e aveva, per evitare interferenze, le ESM disattivate. Il missile colpì un fianco e provocò uno squarcio di 2,4 m appiccando le fiamme all'interno, anche se non è chiaro se la testata esplose davvero.
I cacciabombardieri A-4 vennero usati ancora contro i caccia Type 42 il 25 maggio, quando 4 A-4 del 5º gruppo attaccarono le navi Coventry e Broadsword (gemella della Brilliant). 2 aerei per nave si fecero sotto, ma il Sea Wolf ebbe un problema al calcolatore, bloccatosi per il freddo eccessivo, e le bombe caddero vicine alla Broadsword, mancandola ma distruggendo il muso dell'elicottero Lynx di bordo, centrato in pieno da una di queste.

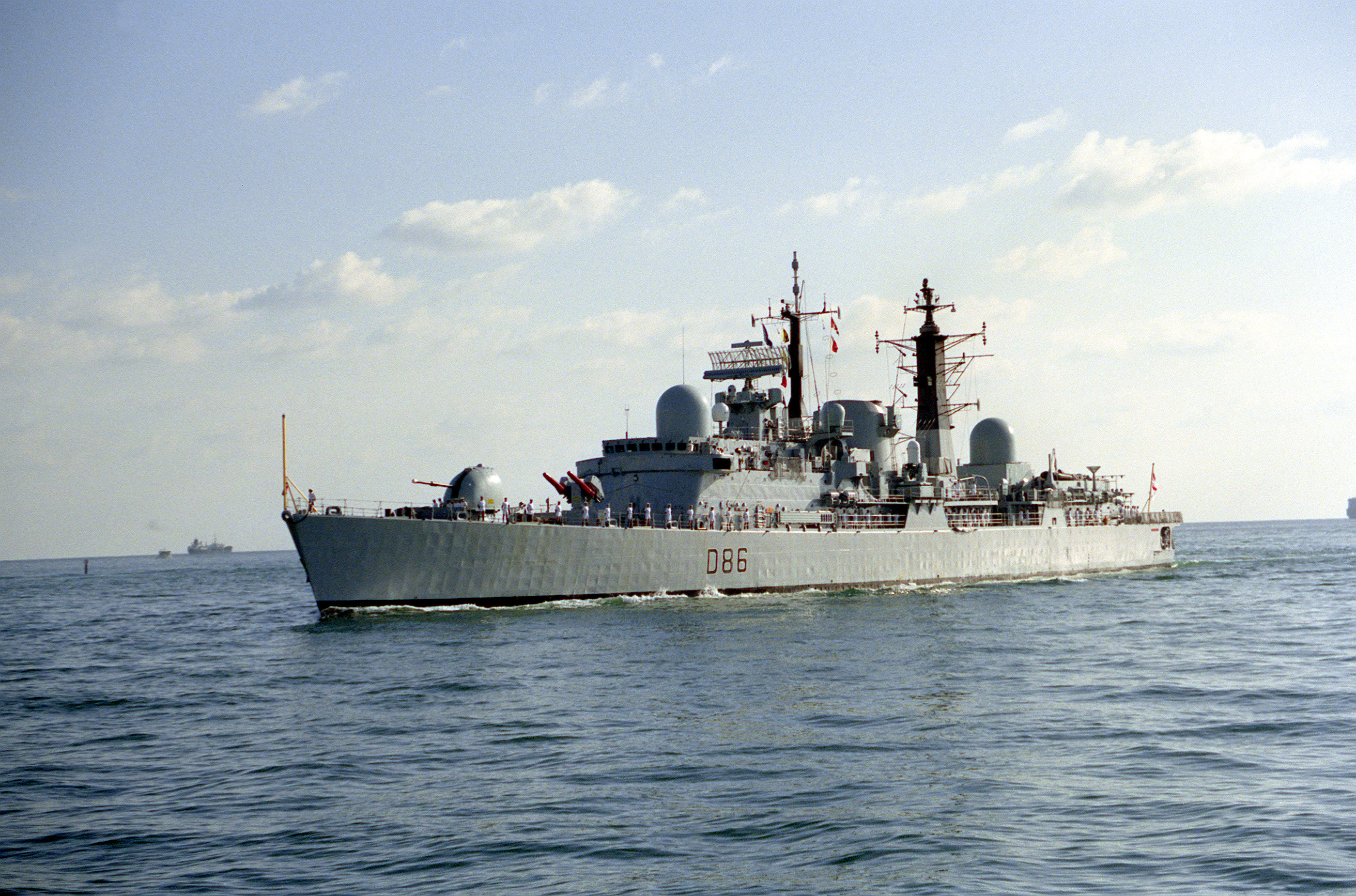
L'HMS Birmingham

La nave cercò di ingaggiare almeno i velivoli diretti contro il Coventry ma questo passò davanti alla fregata e il sistema missilistico non poté entrare in azione, a causa di questa manovra che frappose il caccia tra l'altra nave inglese e i cacciabombardieri argentini. Nonostante che il Coventry avesse localizzato con il radar di scoperta i velivoli, i radar di tiro non ne vollero sapere di agganciare questi apparecchi in volo radente, e allora un missile venne usato, senza guida, tanto per cercare di spaventarli. Non funzionò nemmeno questo, e 3 bombe centrarono un fianco della nave, affondandola in 20 minuti. I caduti furono una ventina, una perdita grave ma ridotta se si considerano i danni subiti dall'unità.
Il cannone da 114mm non venne nemmeno usato per la difesa, ma vennero impiegate solo le mitragliere da 20mm a puntamento manuale, troppo poco per salvarsi dalla determinazione dei piloti argentini.
La vendetta per tali perdite arrivò a sua volta, allorquando l'Exeter abbatté due A-4 a pelo d'acqua il 30 maggio (anche se uno venne inizialmente attribuito ad una fregata Type 21), mentre un Learjet da ricognizione a 12000 metri venne distrutto sempre dalla stessa nave il 6 giugno. Infine, ancora l'Exeter abbatté un bombardiere Canberra a 12000 metri il 13 giugno, prima della fine delle ostilità. Questa nave risultò da sola di assoluto valore nello schieramento inglese, e non subì il fato sfortunato dell'incrociatore pesante di cui portava il nome.
Dopo la guerra i caccia superstiti e quelli di nuova costruzione sono stati migliorati come elettronica, e con l'installazione di due impianti binati da 30mm e altri 2 singoli da 20, oppure 2 CIWS Phalanx.
Le limitate capacità di ammodernamento dei Type 42 hanno comportato lo sbarco di alcune lance di salvataggio per limitare i pesi in alto. Il programma di sostituire uno dei radar di tiro con un sistema Sea Wolf è stato invece abbandonato. L'elettronica ammodernata ha comportato anche l'intercettazione, per la prima volta confermata, di un missile antinave in guerra, quando un Silkworm iracheno venne abbattuto dalla Gloucester nel 1991, durante l'operazione Desert Storm. Nel 2002 la HMS Nottingham si incagliò in cattive condizioni meteo dopo l'evacuazione medica in mare di un operaio su una scogliera segnata dalle carte al largo dell'Australia vicino all'isola Lord Howe, ed il relitto venne recuperato e rimesso in servizio dopo il trasporto in Inghilterra e due anni di lavori. La ragione della decisione, che comportò un prezzo di decine di milioni di sterline, fu dovuta ai lavori di aggiornamento compiuti sulla nave poco tempo prima, per una cifra pari a £39 milioni, che rendevano più economico il recupero che l'aggiornamento di una delle altre unità in riserva. Durante le operazioni venne temporaneamente riattivata la gemella HMS Glasgow. La nave venne comunque messa in stato di bassa operatività nel 2006 e venduta per la rottamazione nel 2010.

## I Type 42 in Argentina
Dall'altra parte del mondo, anche gli argentini, incidentalmente, avevano comprato (alla fine degli anni sessanta) due Type 42, Hercules(D1) e Santísima Trinidad(D2), e questi vascelli risultarono poi importanti perché, pur non essendo impiegati direttamente, aiutarono molto a studiare le tattiche aeree per evitare i radar dei cacciatorpediniere similari inglesi.

Queste navi vennero realizzate una in Gran Bretagna, l'Hercules, e l'altra in Argentina, la Santísima Trinidad. Quest'ultima venne affondata sullo scalo da una carica esplosiva da 80 kg, che esplodendo a 1 metro di distanza aprì una falla di 6x3 metri. Gli autori furono i guerriglieri Montoneros.

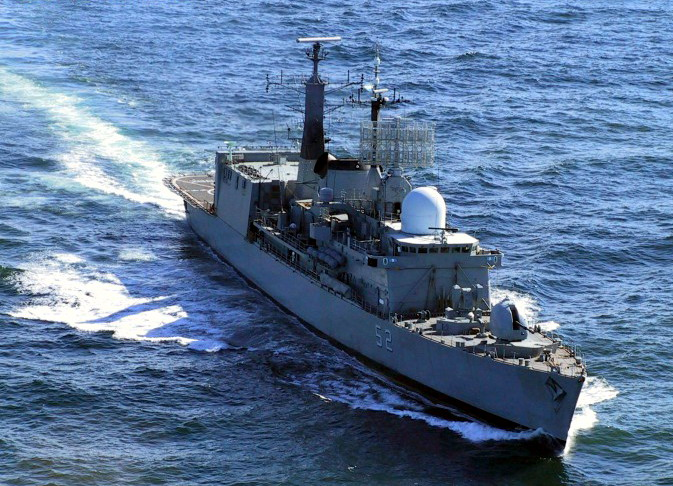
Il cacciatorpediniere ARA Hercules

Le Type 42 argentine, le prime navi sudamericane con capacità di difesa aerea a lungo raggio, avevano alcuni miglioramenti rispetto all'originale britannico, come 2 lanciatori per missili Exocet e 4 mitragliatrici da 12,7 mm oltre all'armamento standard. Pare che i missili Exocet ad un certo punto fossero la dotazione standard di tutte le navi argentine, dalle corvette in su, in seguito ad un programma di ammodernamento di portata non indifferente per le varie classi di navi disponibili o ordinate (MEKO 140 e 360, Type 42, A69, navi ex-USA).
La Santísima Trinidad, per quanto nominalmente riparata, ha avuto la carriera compromessa dai danni subiti e non è più operativa dal 1989, mentre l'Hercules, a suo tempo, ancora in costruzione, cedette la prua allo Sheffield perché quest'ultimo era stato danneggiato da un incendio.
Esso è stato modificato più volte fino ad essere ricostruito come nave appoggio anfibio, con 2 elicotteri Sea King e la rimozione del sistema Sea Dart (pesante 60 tonnellate).
Restano il cannone, le mitragliere e i missili Exocet, aumentati a 4, oltre quelli in uso sugli elicotteri. Se non altro, i caccia Type 42 argentini, pur appartenendo a quelli con scafo corto, hanno dimostrato un certo potenziale di crescita.